# Попов, Илья Фёдорович
Илья Фёдорович Попо́в — советский конструктор сельскохозяйственных машин.

## Биография
Кандидат технических наук.

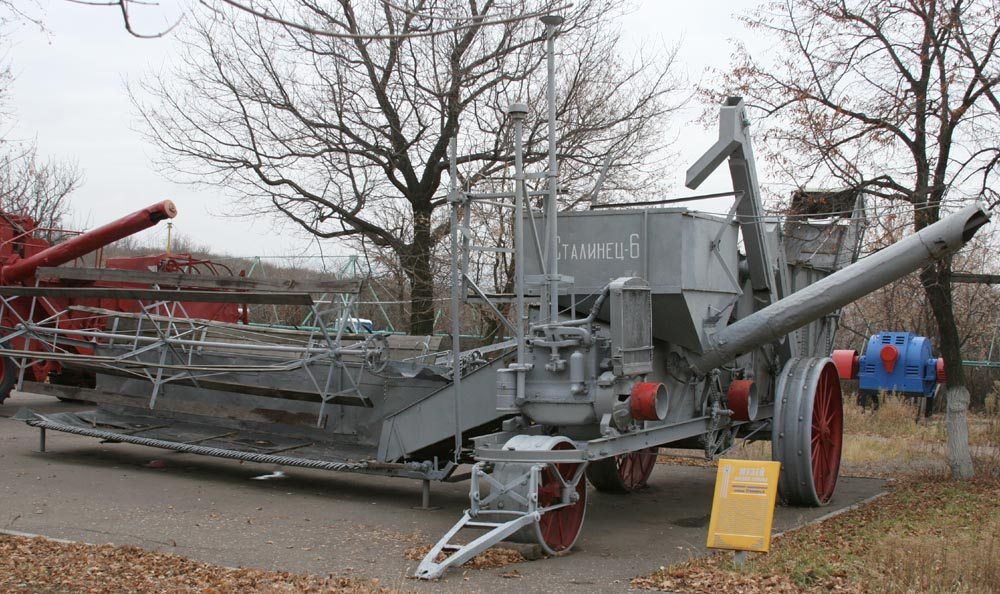
Комбайн Сталинец-6

С 1930-х годов доцент кафедры «Сельскохозяйственные машины» Ростовского-на Дону машиностроительного института.
В 1954—1977 доцент кафедры «Почвообрабатывающие машины» МИМЭСХ.

## Награды и премии
- Сталинская премия второй степени (1947) — за разработку конструкции зернового комбайна «Сталинец-6».

Автор и соавтор книг:
- Попов И. Ф. Машины для уборки трав на сено. -М.: Машгиз. 1958.- 268 с.
- Гуров И. Н., Кленин Н. И., Попов И. Ф., Смирнов И. И. Машины для уборки и обработки зерновых культур. Теория, конструкция, расчет. Учебное пособие для вузов. М. Машиностроение 1964 г. 512 с.
- Крутиков Н. П., Смирнов И. И., Щербаков И. Ф., Попов И. Ф., Теория, конструкция и расчет сельскохозяйственных машин, т. 1, Машгиз, 1951
- Сельскохозяйственные машины. Элементы теории рабочих процессов, расчет регулировочных параметров и режимов работы / Н. И. Кленин, И. Ф. Попов, Б. А. Сакун. М. : Колос, 1970. — 240 с.